# サッカーイタリア代表
サッカーイタリア代表 (サッカーイタリアだいひょう、イタリア語:Nazionale di calcio italiana) は、イタリアサッカー連盟（FIGC）によって編成されるイタリアのサッカーのナショナルチーム。通称はアズーリ（“青”の意）。

## 概要
これまでFIFAワールドカップでは、本大会出場18回、優勝4回の成績を収めている。またFIFAランキングで1位になった経験を持つ8チームのうちの1つでもある。
特に欧州で開催された大会では、その強さを発揮している。4回の優勝は全て欧州で達成しており、また1974年大会でポーランドに敗れて以来、欧州では現在まで26試合無敗を継続中である。強豪相手に対してその勝負強さが発揮され、ワールドカップで負け越している優勝経験チームは1つもなく、決勝トーナメントで敗北を喫したのもブラジルとフランスのみである。ワールドカップでのPK戦は1990年大会、1994年大会、1998年大会と3戦全敗であったが、2006年大会決勝戦でのPK戦で初勝利を収めた。延長戦では最多の5勝を挙げている。UEFA欧州選手権には、7回出場、2回優勝している。またフランスとのライバル意識が強く、国際大会で数々の名勝負を繰り広げている（詳細はサッカーにおけるイタリアとフランスのライバル対決を参照）。
クロアチアを苦手としており、公式戦全6試合で勝利が無い。かつてのソビエトとも相性が悪く、1991年にソビエト国家が崩壊するまでに公式戦全7試合で勝利を収める事が出来なかった。
国旗の色にない青という色をチームカラーとするナショナルチームのひとつであり （ほかの例としてはドイツの白、日本の青、オランダのオレンジがある）、その青色は地中海ブルーと呼ばれることもある。ユニフォームが青いのは、かつてのイタリア王国の王家ことサヴォイア家からきているとされることがある（王国時代は現在の国旗の中央にサヴォイア家の家紋が青い枠とともに入っていた）が諸説ある。
伝統としてカテナチオ（“かんぬき”の意）と呼ばれる守備的戦術を持ち、古くから多くの優秀なディフェンダー、ゴールキーパーを輩出している。代表的な選手として、ジャチント・ファッケッティ、ディノ・ゾフ、ガエターノ・シレア、フランコ・バレージ、パオロ・マルディーニ、ファビオ・カンナバーロ、ジャンルイジ・ブッフォンなどが挙げられる。また、国内リーグ戦でその強固な守備を破る為に攻撃的選手が多く生まれており古くはジャンニ・リベラから始まり、ロベルト・バッジョ、アレッサンドロ・デル・ピエロ、フランチェスコ・トッティなどのいわゆるファンタジスタと呼ばれるスター選手を輩出している。

## 歴史

### 1910年代から1930年代
初の国際試合は1910年5月15日のフランス戦で、6-2で勝利した。
1928年のアムステルダム五輪では銅メダルを獲得。
ワールドカップには自国開催の1934年イタリア大会で初出場し、エースのジュゼッペ・メアッツァやアンジェロ・スキアビオらの活躍により初優勝。ただし、この大会はムッソリーニが極めてファシストらしいやり方で審判を買収するなどの八百長を繰り返し、イタリアを優勝させた大会であり「史上最低のワールドカップ」として知られている。
1936年のベルリン五輪では、金メダルを獲得し、2年後の1938年フランスW杯においては、前回大会と同じくジュゼッペ・メアッツァを中心に据えたチームに、シルヴィオ・ピオラを加え、2度目の優勝を飾り、ワールドカップ史上初の連覇を達成した。

### 1940年代から1960年代
1949年5月4日のスペルガの悲劇で大半のメンバーが死亡。その影響で翌年の1950年W杯ブラジル大会ではグループリーグ敗退に終わり、1950年代から60年代にかけて低迷期に入る。
1954年スイス大会はホスト国スイスとのプレーオフに敗れグループリーグ敗退。
1958年スウェーデン大会は、欧州予選第8グループで北アイルランドに競り負けて予選敗退となり、本戦出場を逃した。この時、アウェイでの北アイルランドとの最終戦で引き分け以上なら突破だったイタリアだが、濃霧のため第三国の審判団が乗った列車が到着せず、北アイルランドは急遽、自国の審判団を用意したものの、イタリアは「当事国の審判では公平性に欠ける」として、その日の試合は親善試合扱いとし、予選の試合は後日改める事を主張。その結果、親善試合には勝利したものの、後日行なわれた予選でまさかの不覚をとり、初の地域予選敗退となった。
1962年チリ大会には、前年度バロンドールのオマール・シボリや前回大会でブラジルFWとして活躍した「マゾーラ」ことジョゼ・アルタフィーニ、新鋭ジャンニ・リベラらを擁して臨んだ。グループリーグ初戦こそ西ドイツを相手にスコアレスドローだったが、第2戦はホスト国チリとの荒れに荒れた試合を露骨なホームタウンディシジョンもあって0-2で落とす（サンティアゴの戦闘）。結局この敗戦が響いて1勝1分1敗のグループリーグ敗退に終わった。なお、パオロ・マルディーニの父チェーザレや、後に代表監督となるジョバンニ・トラパットーニが代表メンバーだったのもこの頃である。
1966年イングランド大会では、決勝トーナメント進出を懸けたグループリーグ最終戦で初出場の北朝鮮に0-1でまさかの敗北（この試合はW杯史上最大の番狂わせといわれている）を喫して3戦1勝2敗の成績で敗退。一行が帰国した際には空港で待ち構えていた怒りのサポーターから腐ったトマトや生卵を投げつけられるという出来事が起きた。
だが1968年、自国開催のUEFA EUROでは、サンドロ・マッツォーラ、ルイジ・リーヴァ、ジャチント・ファッケッティ、ジャコモ・ブルガレッリらを擁したチームで準決勝に進出。ソ連との試合は延長戦にもつれこんでも決着がつかなかったが、規定によって行われたコイントスの結果、勝利した。ユーゴスラビアとの決勝戦も互いに譲らず、延長戦を戦って1-1の同点となったため再試合が行われ、リーヴァのゴールなどで2-0で勝利。激闘の末、久々の国際タイトルを手にした。

### 1970年代から1980年代

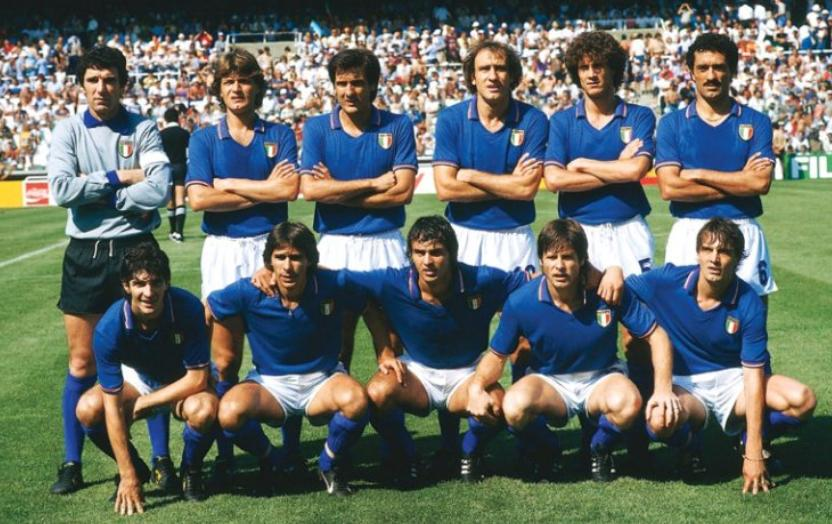
1982年W杯スペイン大会で3度目の優勝を果たしたイタリア代表。（後列左から）ゾフ（主将）、アントニョーニ、シレア、グラツィアーニ、コッロヴァーティ、ジェンティーレ、（前列左から）ロッシ、コンティ、カブリーニ、オリアーリ、タルデッリ。（1982年6月29日W杯スペイン大会2次リーグ・アルゼンチン戦）

欧州王者として、2年前とほぼ変わらぬメンバーで臨んだ1970年W杯メキシコ大会では、グループリーグを突破。準々決勝では開催国メキシコを下し、準決勝は西ドイツと対戦。アステカ・スタジアムで行なわれた試合は前半8分に先制点を挙げ、リードで迎えた後半ロスタイムに西ドイツに同点ゴールを許し延長戦に突入。延長戦では打って変わって、両者合わせて5ゴールも生まれる激しい点の取り合いとなり、最終的にジャンニ・リベラの決勝ゴールで4-3の死闘を制した。この試合は、「アステカの死闘」とも呼ばれ、W杯史上数ある名勝負のひとつとして語り継がれている。決勝の相手は同じく2度の優勝を誇るブラジル。この試合は、勝てば3度目の優勝と、規則によりW杯を3回制したチームに与えられるジュール・リメ杯の永劫所有権を懸けた一戦となった。しかし準決勝の激闘による疲労と、ペレ擁するブラジルの圧倒的な攻撃力の前になす術も無く1-4の完敗。準優勝となった。
1978年アルゼンチン大会では、ロベルト・ベッテガ、パオロ・ロッシの2トップが躍動し、1次リーグを3戦全勝で勝ち上がり、4位と好成績を残す。
2度目の自国開催となったUEFA EURO 1980では、パオロ・ロッシが国内リーグの八百長疑惑に巻き込まれ、2年間の出場停止処分を受けてしまい、得点源を失った影響でベルギーに総得点差で敗れ、グループリーグ2位に終わり、決勝進出を逃し、4位という結果で終わる。
2年後の1982年W杯スペイン大会。開幕直前に処分が解けたロッシをベアルツォット監督は代表に招集したことで、懐疑的な声が多く挙がり、批判を浴びた。当時は司令塔のジャンカルロ・アントニョーニ、ドリブラーのブルーノ・コンティ、キャプテンのGKディノ・ゾフらタレントは揃っていたものの、優勝候補に挙げる者は少なかった。案の定1次リーグは、ロッシが全くの不発で無得点に終わり、3戦とも引き分けと大苦戦。総得点差で辛くも突破した。だが2次リーグではアルゼンチン戦に勝利すると続くブラジル戦で、突如としてロッシが復活。ジーコら黄金のカルテットを擁し、史上最強といわれたブラジル相手にハットトリックを達成。その結果、3-2で優勝候補のブラジルを下し準決勝に進出した。準決勝のポーランド戦でもロッシが2得点を挙げ2-0で勝利。決勝は西ドイツと対戦。ここでもロッシは先制ゴールを挙げ、3-1で西ドイツに勝利。復活したエースの活躍で1938年以来44年振り3度目の優勝に輝いた。なお、ロッシは大会MVP、得点王の2冠を達成している。
史上2度目の連覇を目指し臨んだ1986年メキシコ大会では、決勝トーナメント1回戦でプラティニ率いるフランスに0-2で敗戦。ベスト16で大会を去ることとなり、連覇の夢は潰えた。
UEFA EURO 1988では、2年後の自国開催のW杯を見据え、ジャンルカ・ヴィアリ、ジュゼッペ・ジャンニーニ、パオロ・マルディーニら若手主体のチームで挑み、準決勝でソ連に敗れはしたものの、ベスト4の好成績を残した。

### 1990年代
史上2度目の自国開催となった1990年W杯では、中盤にジャンニーニ、ロベルト・ドナドーニらを、守備陣には、フランコ・バレージ、ジュゼッペ・ベルゴミ、ワルテル・ゼンガらのタレントを揃えて臨んだ。特に不調だったヴィアリに代わり、大会中にサルヴァトーレ・スキラッチが活躍。6得点をあげて得点王と大会MVPを受賞した。地元の後押しに加え、スキラッチがゴールを量産し、グループリーグを3戦全勝で突破。決勝トーナメント1回戦でウルグアイを、準々決勝でアイルランドを下し、5試合無失点で準決勝に進出した。準決勝でマラドーナ率いるアルゼンチンにPK戦の末敗れ、優勝は叶わなかったが、3位決定戦でイングランドに勝利し、3位に入賞。開催国の面子を保った。なお、この大会の準決勝でアルゼンチンに失点を許すまで、517分間のW杯連続無失点記録を樹立した。前大会も含めると「通算550分間無失点」でもあったが、この記録は2006年大会から2010年大会にかけてスイスが「559分」と記録を更新した。
1994年W杯アメリカ大会では、アリゴ・サッキがACミラン同様に代表にもゾーンプレスを取り入れようとするも、クラブとは異なり代表では練習時間に制限があり戦術が浸透せず、加えてほとんどの試合がデーゲームで、炎天下ではゾーンプレスが機能しなかった。またエラーニオが負傷で代表から外れた。グループリーグ初戦で格下と目されていたアイルランド戦敗北を喫した。いきなり窮地に立たされると、次戦のノルウェー戦になんとか競り勝つも、最終戦のメキシコ戦に引き分け、グループは全チーム勝点4で並ぶ混戦となった。なんとかグループ3位に滑り込み、決勝トーナメントに進出した。決勝トーナメント1回戦ナイジェリア戦でも前半に1点を先制される苦しい展開となり、さらに途中交代したジャンフランコ・ゾラが、不可解な判定で退場。10人で1点を追いかける状況に追い込まれたが、後半終了間際の89分、ロベルト・バッジョが土壇場で同点ゴールを決め、さらに延長戦でもバッジョが決勝点となるPKを決め、逆転勝利を収めた。準々決勝のスペイン戦でもバッジョは再び試合終了直前に決勝ゴールを挙げ2-1で勝利に貢献。準決勝のブルガリア戦でも2得点をあげて2-1で勝利した。グループリーグでは無得点と精彩を欠いたバッジョは決勝トーナメントの3試合で5得点を挙げチームを決勝戦に導いた。決勝の相手はロマーリオら攻撃陣を擁するブラジル。それまで怪我で離脱していたバレージが戦列に復帰したが、コスタクルタが累積警告で出場停止、バレージを中心とした守備陣はブラジルの猛攻に耐え、120分間ゴールを割らせず完封、しかしマッサーロ、バッジョが決定機を決められず、、試合は0-0でW杯史上初の決勝戦でのPK戦に突入した。バレージ、マッサーロと失敗し、最後のキッカーに名乗り出てR・バッジョが登場するも痛恨の失敗。PK戦に敗れ、優勝を逃した。
UEFA EURO 1996では、初戦でロシアに勝利するも、2戦目のチェコ戦ではスタメンを大幅に入れ替えるサッキ監督の不可解な采配もあり1-2で敗れ、最終戦のドイツ戦ではゾラが試合中に得たPKを失敗し、0-0のスコアレスドローに終わった。チェコとは勝点4ずつで並び、且つ得失点差では上回ったが、その大会からその場合は当該成績を優先する方式に変わっていたため、敗退した。
1998年W杯フランス大会では、新たなエースとして期待されたデル・ピエロが不調で目立った活躍はできなかったが、ストライカーのヴィエリが5得点とゴールを量産し準々決勝に進出。準々決勝では地元フランスと対戦し、PK戦でディ・ビアッジオのキックがクロスバーに当たって失敗、ベスト8の成績で大会を後にした。

### 2000年代
UEFA EURO 2000では、グループリーグを3戦全勝で突破。準々決勝でルーマニアを下すと、準決勝では地元オランダと対戦。試合は前半にザンブロッタが退場し、早くも10人で戦うことを余儀なくされる苦しい展開となる。しかしその後もオランダの猛攻に晒されながらも、お家芸のカテナチオでゴールを割らせず、オランダに与えられた2度のPKも阻止し、120分間驚異の粘りで守り抜き、スコアレスのままPK戦までもつれ込んだ。PK戦ではトッティがチップキックでゴールを決め、GKトルドが2本のPKを止めて勝利。1968年以来の決勝進出を果たした。決勝戦では98年W杯覇者のフランスと対戦。試合は後半10分にデルヴェッキオのゴールで先制。そのまま後半ロスタイムに入り優勝は目前と思われた矢先、フランスのヴィルトールに同点ゴールを許し、さらに延長戦でトレゼゲにゴールデンゴールを決められ逆転負けし準優勝。98年W杯に続きまたしてもフランスの前に屈することとなった。
2002年W杯日韓大会ではグループリーグ初戦エクアドルに快勝するも、次戦クロアチアに逆転負け。最終戦メキシコ戦でも先制点を許し苦戦。試合終了間際にデル・ピエロが同点ゴールを決め、なんとか引き分けに持ち込み、辛くもグループリーグを突破した。しかし決勝トーナメント1回戦韓国戦では、ヴィエリのゴールで先制するも、後半43分に薛琦鉉に同点ゴールを許し、延長戦はトッティが退場、さらに決定的なゴールがオフサイド判定で取り消されるなどの誤審が取り沙汰されたこともあり、安貞桓にゴールデンゴールを決められ逆転負け。失意のまま大会を後にした。本大会ではハドソンのゲームキューブ用ソフト『ボンバーマンジェネレーション』とのタイアップが行われた。
UEFA EURO 2004では、エースのトッティがデンマーク戦でのポウルセンに対する唾吐き行為で3試合の出場停止処分を受け、またデンマークとスウェーデンの談合疑惑などもあり、1勝2分という結果ながらも、グループリーグ敗退に終わった。同大会終了後に代表監督に就任した名将マルチェロ・リッピは、「カテナチオからの脱却」を掲げ攻撃的なチーム作りに着手。同年のアテネ五輪で銅メダルを獲得したU-23代表からダニエレ・デ・ロッシ、アルベルト・ジラルディーノらを招集。またルカ・トーニ、ファビオ・グロッソら遅咲きの選手を主力として起用した。
2006 FIFAワールドカップ
| ブッフォン ザンブロッタ カンナヴァーロ マテラッツィ グロッソ カモラネージ ガットゥーゾ ピルロ ペッロッタ トッティ トーニ |
| 2006 FIFAワールドカップの決勝スタメン及び基本フォーメーション。                                                          |

だが、迎えた2006年W杯ドイツ大会開幕直前にカルチョ・スキャンダルが発覚し、指揮官リッピやGKブッフォン、DFカンナバーロ、ザンブロッタ、FWデル・ピエロなどのユヴェントス所属の選手、ピルロ、ガットゥーゾといったACミラン所属の選手たちもスキャンダルに何も関与していないにもかかわらず巻き込まれてしまう（ブッフォンも無実と判明するまで賭博の疑いがかけられていた）。この影響が大会に臨む代表チームにも及んでしまうのではないかと懸念されたが、逆にチームは結束。グループリーグ初戦のガーナ戦に快勝し、2戦目のアメリカ戦はクリスティアン・ザッカルドのオウンゴールで引き分けに終わるも、最終戦チェコ戦では負傷したネスタと途中交代で入ったマテラッツィがゴールを挙げ勝利。1位でグループリーグを通過した。決勝トーナメント1回戦では、前回大会で敗れた韓国を率いていたヒディンクが監督を務めるオーストラリアと対戦。試合は後半開始早々にマテラッツィが退場し、その後はオーストラリアに押される展開が続いたが、0-0で迎えた後半終了直前にグロッソがPKを獲得。このPKをトッティが決め土壇場で勝利した。準々決勝でシェフチェンコ擁するウクライナ戦も3-0で快勝。準決勝では地元ドイツと対戦。一進一退の攻防が続き試合は90分間では決着が着かず延長戦に突入。延長戦でも互いに決定的なチャンスを決めることが出来ずPK戦に突入かと思われた延長後半14分にグロッソがゴールを決め、ついに先制。さらに直後にデル・ピエロがダメ押しの追加点を挙げ、2-0の劇的勝利で決勝に進出した。

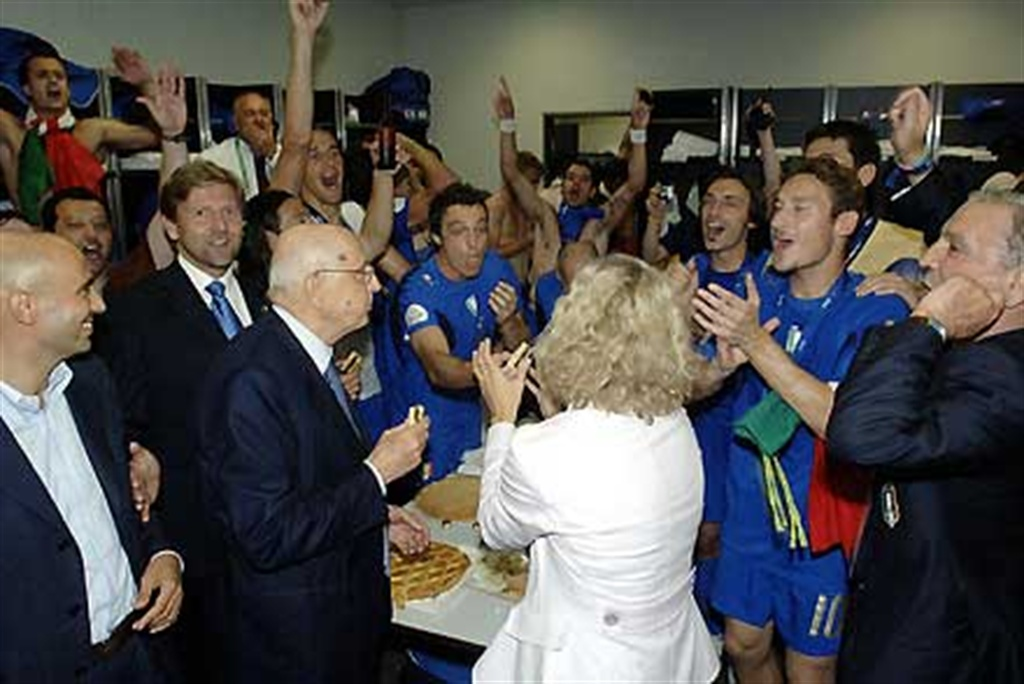
選手達を祝福するジョルジョ・ナポリターノ大統領。

フランスとの決勝戦では、試合開始早々ジダンにPKを決められるも、すぐさまマテラッツィが同点ゴールを挙げ1-1で延長戦へ。そして延長後半5分、予期せぬ出来事が起こる。この試合を最後に現役引退するジダンがマテラッツィの挑発に乗り頭突きで報復し、一発退場。このジダンの衝撃的な退場劇は大会終了後に多くの物議を醸した。試合は延長戦でも決着が着かず史上2度目となる決勝戦でのPK戦に突入。トレゼゲが失敗したフランスに対し、全員が成功し勝利。この結果1982年以来24年ぶり4度目の優勝を成し遂げた。
2008 UEFA EURO
世界王者として臨んだUEFA EURO 2008では、大会開幕直前に守備の要カンナバーロが負傷し大会を欠場。またエースとして期待されたトーニが無得点の大不振に陥り、この影響で初戦オランダ戦では0-3と大敗を喫し、続くルーマニア戦を引き分け。最終戦のフランス戦に勝利し、なんとかグループリーグを突破するも準々決勝で後に大会を制することになるスペインにPK戦で敗れ、ベスト8で敗退した。大会終了後、マルチェロ・リッピが代表監督に再び就任。2010年ワールドカップ地区予選に臨むこととなった。
FIFAコンフェデレーションズカップ2009にもW杯王者として参加。初戦のアメリカ戦に勝利するも、続くエジプト戦で敗戦。第3戦のブラジル戦にも0-3の完敗を喫し、グループリーグ敗退で大会を後にした。この惨敗で、未だW杯優勝メンバーが主力を占めるチームの高齢化、世代交代の遅れ、当時イタリア王者のインテルを筆頭とした外国人選手流入が止まらなくなった事が叫ばれ、大きな批判を浴びる事となった。

### 2010年代
2010 FIFAワールドカップ

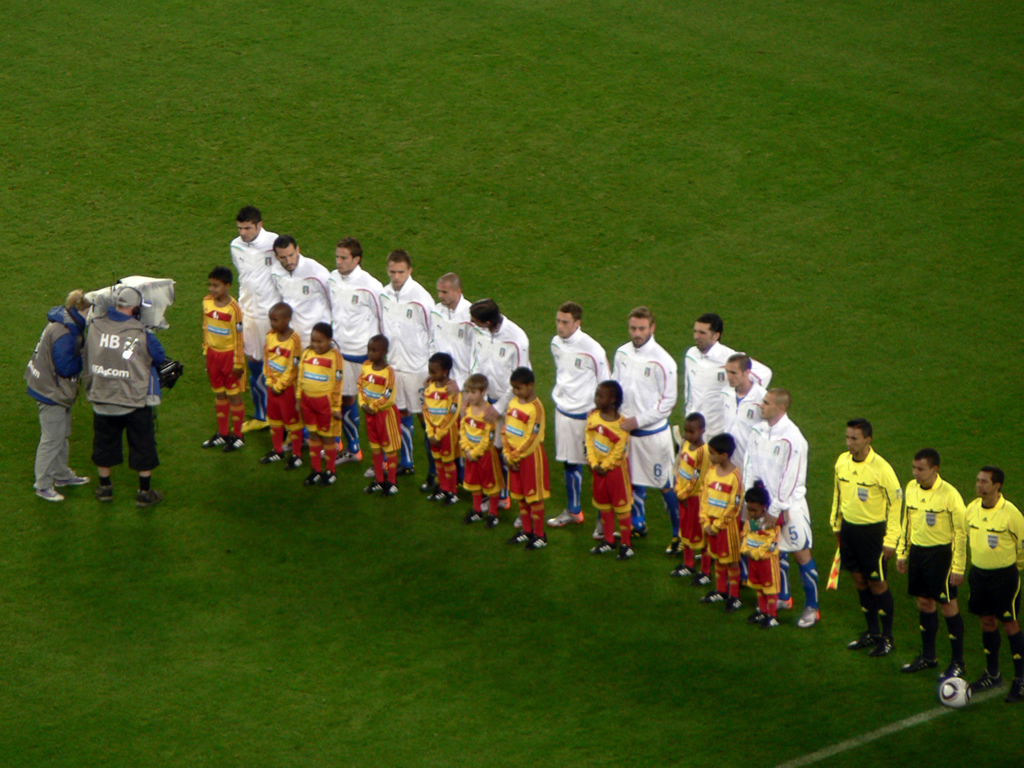
サッカーイタリア代表
（南アフリカW杯、パラグアイ戦）

2010年W杯南アフリカ大会では、大会直前にアンドレア・ピルロが負傷（最終的にGL第3戦で復帰）。更に第1戦のパラグアイ戦でジャンルイジ・ブッフォンも負傷し残り2試合を欠場と、攻守の要を失ったチームは精彩を欠き最終的に2分1敗でグループリーグ敗退。前回優勝国が最下位で決勝トーナメントに進めずに大会を去るという屈辱（フランスの日韓ワールドカップ以来）を喫した（チームとしては1938年フランス大会の後第二次世界大戦を挟んで行われた1950年ブラジルW杯でグループリーグ敗退して以来2度目）。また、1勝も出来ずに敗退したのは17回出場した中で初の事であった。大会後にガットゥーゾ、カンナバーロら2006W杯優勝メンバーのほとんどが代表引退を表明し、レギュラー陣で残っているのはブッフォン、ピルロ、デ・ロッシのみとなった。
2012 UEFA EURO

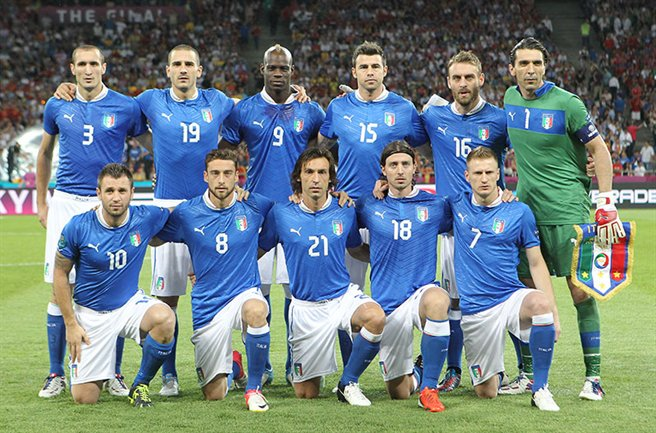
UEFA EURO 2012決勝のスターティングラインナップ。（後列左から）キエッリーニ、ボヌッチ、バロテッリ、バルツァッリ、デ・ロッシ、ブッフォン（主将）、（前列左から）カッサーノ、マルキジオ、ピルロ、モントリーヴォ、アバーテ。（2012年7月1日欧州選手権決勝・スペイン戦）

グループリーグでは前回王者かつ2010ワールドカップ優勝も果たしたスペインとの初戦、続くクロアチア戦といずれも引き分け、2戦を終えた段階で3位となっていたが、3戦目のアイルランド戦に2-0で勝利、クロアチアがスペインに0-1で敗れたためクロアチアを逆転しグループ2位で決勝トーナメントに進出、準々決勝ではイングランドに延長の末スコアレスドローながらもPK戦で勝利し準決勝進出、準決勝ではドイツを2-1で下し、決勝では初戦で対戦したスペインと再び対戦することとなったが、スペインに0-4で敗れ準優勝、2000年大会に続き2度目の決勝での敗戦となった。
2014 FIFAワールドカップ
初戦でイングランドに2-1で勝利しながら、続くコスタリカ戦は0-1で敗れ、最終戦のウルグアイ戦は0-1で敗れ、2大会連続でグループリーグ敗退となり、1962年チリ大会、1966年イングランド大会で2大会連続グループリーグ敗退を喫して以来の2大会連続グループリーグ敗退となった。
グループリーグ敗退の責任を取る形でチェーザレ・プランデッリが代表監督の座を辞した。
2014年8月15日、ユヴェントスFCをイタリア・セリエA3連覇に導いたアントニオ・コンテが監督に就任。
2016 UEFA EURO
6大会連続で予選を突破し本大会へ出場。グループリーグでベルギー、スウェーデンに勝利し、グループ1位でベスト16へ進出した。ラウンド16で、前回の2012年大会決勝で敗れていたスペインに勝利し、ベスト8へも進出した。準々決勝で、2012年大会の準決勝で勝利していたドイツに延長PK戦の末に敗れた。監督のコンテは既にチェルシーFCの監督就任が決まっていたためこの大会限りで退任した。
2016年7月、ジャンピエロ・ヴェントゥーラがイタリア代表監督へ就任。
2018 FIFAワールドカップ
2016年9月から2017年10月までのヨーロッパ予選グループGでは、同組に入ったスペインとの予選通過争いになった。予選2試合目のホームゲームでスペインと1-1で引き分け、勝点で並ぶ状態（得失点差でスペイン1位イタリア2位）が続いていたが、7試合目のアウェーゲームのスペイン戦で0-3と完敗して勝点差3をつけられ、結局7勝2分1敗の2位に終わった。本大会出場を賭けてプレーオフに臨み、ホームアンドアウェー形式でスウェーデンと対戦したが、アウェーゲームに0-1で敗れ、続くホームゲームも0-0の引き分けに終わった。これにより1958年スウェーデン大会以来となる60年ぶりのFIFAワールドカップ予選敗退を喫し、本大会連続出場が14大会で途切れた。プレーオフ終了後、2006年大会の優勝メンバーであったジャンルイジ・ブッフォン、ダニエレ・デ・ロッシ、アンドレア・バルザーリが代表引退を表明し、監督のヴェントゥーラは解任された。
ヴェントゥーラ解任後の監督人事は難航し、暫定措置としてU-21代表監督のルイジ・ディ・ビアジョがフル代表の監督を兼任していたが、2018年5月にロベルト・マンチーニの監督就任が発表された。

### 2020年代
UEFA EURO 2020
1年順延され2021年に開催されたUEFA EURO 2020ではロベルト・マンチーニ監督の指揮によりグループステージ3連勝で1位通過、ラウンド16でオーストリア、準々決勝でベルギー、準決勝でスペイン、決勝でイングランドに勝利し、1968年大会以来13大会ぶり2回目の優勝を果たした。大会MVPにはゴールキーパーのジャンルイジ・ドンナルンマが選ばれた。
2022 FIFAワールドカップ
2022 FIFAワールドカップのヨーロッパ予選では、グループCに割り当てられた。最終節直前には勝ち点15でスイスと並び、得失点差で上回ってグループの暫定首位に立っていたが、最終節の北アイルランド戦を0-0で引き分けてグループ2位に転落し、2次予選に回ることとなった。4チームずつの3グループに分かれてトーナメント形式で行われる2次予選では、パスCに割り当てられ、北マケドニアと対戦した。終始攻め続けたが得点を挙げることはできず、逆に後半のアディショナルタイムにアレクサンダル・トライコフスキのゴールで失点を喫して0-1で敗れた。これによってイタリア代表としては史上初のワールドカップ2大会連続予選敗退となった。
2023年8月13日、2026 FIFAワールドカップまで指揮するとされていたロベルト・マンチーニがイタリアサッカー連盟会長との意見の相違を理由に電撃退任した。後任にルチアーノ・スパレッティが監督に就任した。
UEFA EURO 2024
予選でイングランド・ウクライナ・北マケドニア・マルタと同組に入ったイタリアは、苦戦するも得失点差でウクライナを上回って2位となり、本選出場を決めた。
本戦ではグループステージでアルバニア、スペイン、クロアチアと同組に入り、初戦でアルバニアに開始数十秒で先制されるも11分・16分と立て続けに得点し逆転勝利。しかし、前回大会準決勝の再現となったスペインとの第2戦は55分にリッカルド・カラフィオーリがオウンゴールで先制点を与えてそのまま0-1で敗れた。最終節のクロアチア戦では55分にルカ・モドリッチに先制点を許し、このまま終了かと思われた後半ラストプレーでマッティア・ザッカーニが同点ゴールを決めて決勝トーナメント進出を決めた。史上初の連覇を目指して挑んだノックアウトステージはラウンド16でグループA2位通過のスイスと対戦したが、前半37分にレモ・フロイラーに先制点を奪われると、後半開始早々にも失点。その後は選手交代を駆使してボールを保持する時間を増やしていくも、最後までチャンスをほとんど作れないまま0-2で敗戦。ベスト16で大会を去り、史上初のEURO連覇とはならなかった。試合後、前回大会MVPに選ばれたゴールキーパーのジャンルイジ・ドンナルンマは「責任を取って謝る必要がある」と語った。

## 成績

### FIFAワールドカップ
| 開催国 / 年 | 成績               | 試       | 勝       | 分       | 負       | 得       | 失       |
| ----------- | ------------------ | -------- | -------- | -------- | -------- | -------- | -------- |
| 1930年      | 不参加             | 不参加   | 不参加   | 不参加   | 不参加   | 不参加   | 不参加   |
| 1934年      | 優勝               | 5        | 4        | 1        | 0        | 11       | 3        |
| 1938年      | 優勝               | 4        | 4        | 0        | 0        | 11       | 5        |
| 1950年      | グループリーグ敗退 | 2        | 1        | 0        | 1        | 4        | 3        |
| 1954年      | グループリーグ敗退 | 3        | 1        | 0        | 2        | 6        | 7        |
| 1958年      | 予選敗退           | 予選敗退 | 予選敗退 | 予選敗退 | 予選敗退 | 予選敗退 | 予選敗退 |
| 1962年      | グループリーグ敗退 | 3        | 1        | 1        | 1        | 3        | 2        |
| 1966年      | グループリーグ敗退 | 3        | 1        | 0        | 2        | 2        | 2        |
| 1970年      | 準優勝             | 6        | 3        | 2        | 1        | 10       | 8        |
| 1974年      | グループリーグ敗退 | 3        | 1        | 1        | 1        | 5        | 4        |
| 1978年      | 4位                | 7        | 4        | 1        | 2        | 9        | 6        |
| 1982年      | 優勝               | 7        | 4        | 3        | 0        | 12       | 6        |
| 1986年      | ベスト16           | 4        | 1        | 2        | 1        | 5        | 6        |
| 1990年      | 3位                | 7        | 6        | 1        | 0        | 10       | 2        |
| 1994年      | 準優勝             | 7        | 4        | 2        | 1        | 8        | 5        |
| 1998年      | ベスト8            | 5        | 3        | 2        | 0        | 8        | 3        |
| 2002年      | ベスト16           | 4        | 1        | 1        | 2        | 5        | 5        |
| 2006年      | 優勝               | 7        | 5        | 2        | 0        | 12       | 2        |
| 2010年      | グループリーグ敗退 | 3        | 0        | 2        | 1        | 4        | 5        |
| 2014年      | グループリーグ敗退 | 3        | 1        | 0        | 2        | 2        | 3        |
| 2018年      | 予選敗退           | 予選敗退 | 予選敗退 | 予選敗退 | 予選敗退 | 予選敗退 | 予選敗退 |
| 2022年      | 予選敗退           | 予選敗退 | 予選敗退 | 予選敗退 | 予選敗退 | 予選敗退 | 予選敗退 |
| 合計        | 出場18回/優勝4回   | 83       | 45       | 21       | 17       | 127      | 77       |

### UEFA欧州選手権
| 開催国 / 年 | 成績               | 試       | 勝       | 分       | 負       | 得       | 失       |
| ----------- | ------------------ | -------- | -------- | -------- | -------- | -------- | -------- |
| 1960年      | 不参加             | 不参加   | 不参加   | 不参加   | 不参加   | 不参加   | 不参加   |
| 1964年      | 予選敗退           | 予選敗退 | 予選敗退 | 予選敗退 | 予選敗退 | 予選敗退 | 予選敗退 |
| 1968年      | 優勝               | 3        | 1        | 2        | 0        | 3        | 1        |
| 1972年      | 予選敗退           | 予選敗退 | 予選敗退 | 予選敗退 | 予選敗退 | 予選敗退 | 予選敗退 |
| 1976年      | 予選敗退           | 予選敗退 | 予選敗退 | 予選敗退 | 予選敗退 | 予選敗退 | 予選敗退 |
| 1980年      | 4位                | 4        | 1        | 3        | 0        | 2        | 1        |
| 1984年      | 予選敗退           | 予選敗退 | 予選敗退 | 予選敗退 | 予選敗退 | 予選敗退 | 予選敗退 |
| 1988年      | ベスト4            | 4        | 2        | 1        | 1        | 4        | 3        |
| 1992年      | 予選敗退           | 予選敗退 | 予選敗退 | 予選敗退 | 予選敗退 | 予選敗退 | 予選敗退 |
| 1996年      | グループリーグ敗退 | 3        | 1        | 1        | 1        | 3        | 3        |
| 2000年      | 準優勝             | 6        | 4        | 1        | 1        | 9        | 4        |
| 2004年      | グループリーグ敗退 | 3        | 1        | 2        | 0        | 3        | 2        |
| 2008年      | ベスト8            | 4        | 1        | 2        | 1        | 3        | 4        |
| 2012年      | 準優勝             | 6        | 2        | 3        | 1        | 6        | 7        |
| 2016年      | ベスト8            | 5        | 3        | 1        | 1        | 6        | 2        |
| 2021年      | 優勝               | 7        | 5        | 2        | 0        | 13       | 4        |
| 2024年      | ベスト16           | 4        | 1        | 1        | 2        | 3        | 5        |
| 合計        | 出場11回/優勝2回   | 49       | 22       | 19       | 8        | 55       | 36       |

### FIFAコンフェデレーションズカップ
（出場した大会のみ表記）
| 開催国 / 年 | 成績            | 試 | 勝 | 分 | 負 | 得 | 失 |
| ----------- | --------------- | -- | -- | -- | -- | -- | -- |
| 2009年      | グループリーグ  | 3  | 1  | 0  | 2  | 3  | 5  |
| 2013年      | 3位             | 5  | 2  | 2  | 1  | 10 | 10 |
| 合計        | 出場2回/優勝0回 | 8  | 3  | 2  | 3  | 13 | 15 |

## 選手

### 現招集メンバー
2022年9月23日と26日に行われるUEFAネーションズリーグ2022-23のイングランド戦とハンガリー戦に招集されたメンバー。
| No. | Pos. | 選手名                       | 生年月日（年齢）       | 出場数 | ゴール | 在籍クラブ                 |
| --- | ---- | ---------------------------- | ---------------------- | ------ | ------ | -------------------------- |
|     | GK   | ジャンルイジ・ドンナルンマ   | 1999年2月25日（26歳）  | 47     | 0      | パリ・サンジェルマン       |
|     | GK   | アレックス・メレト           | 1997年3月22日（28歳）  | 2      | 0      | ナポリ                     |
|     | GK   | イヴァン・プロヴェデル       | 1994年3月17日（31歳）  | 0      | 0      | ラツィオ                   |
|     | GK   | グリエルモ・ヴィカーリオ     | 1996年10月7日（28歳）  | 0      | 0      | エンポリ                   |
|     | DF   | フランチェスコ・アチェルビ   | 1988年2月10日（37歳）  | 25     | 1      | インテル                   |
|     | DF   | アレッサンドロ・バストーニ   | 1999年4月13日（26歳）  | 15     | 1      | インテル                   |
|     | DF   | レオナルド・ボヌッチ         | 1987年5月1日（38歳）   | 116    | 8      | ユヴェントス               |
|     | DF   | ジョバンニ・ディ・ロレンツォ | 1993年8月4日（31歳）   | 21     | 2      | ナポリ                     |
|     | DF   | フェデリコ・ディマルコ       | 1997年11月10日（27歳） | 4      | 0      | インテル                   |
|     | DF   | エメルソン・パルミエリ       | 1994年8月3日（30歳）   | 27     | 0      | ウェストハム・ユナイテッド |
|     | DF   | フェデリコ・ガッティ         | 1998年6月24日（27歳）  | 1      | 0      | ユヴェントス               |
|     | DF   | ルイス・フェリペ             | 1997年3月22日（28歳）  | 1      | 0      | ベティス                   |
|     | DF   | パスクアーレ・マッツォッキ   | 1995年7月27日（29歳）  | 0      | 0      | サレルニターナ             |
|     | DF   | ラファエウ・トロイ           | 1990年10月10日（34歳） | 8      | 0      | アタランタ                 |
|     | MF   | ニコロ・バレッラ             | 1997年2月7日（28歳）   | 39     | 8      | インテル                   |
|     | MF   | ブライアン・クリスタンテ     | 1995年3月3日（30歳）   | 27     | 2      | ローマ                     |
|     | MF   | サルヴァトーレ・エスポージト | 2000年10月7日（24歳）  | 1      | 0      | S.P.A.L.                   |
|     | MF   | ダヴィデ・フラッテージ       | 1999年9月22日（25歳）  | 3      | 0      | サッスオーロ               |
|     | MF   | ジョルジーニョ               | 1991年12月20日（33歳） | 44     | 5      | チェルシー                 |
|     | MF   | トンマーゾ・ポベガ           | 1999年7月15日（25歳）  | 1      | 0      | ミラン                     |
|     | MF   | サンドロ・トナーリ           | 2000年5月8日（25歳）   | 11     | 0      | ミラン                     |
|     | FW   | マッテオ・カンチェッリエーリ | 2002年2月12日（23歳）  | 1      | 0      | ラツィオ                   |
|     | FW   | マノロ・ガッビアディーニ     | 1991年11月26日（33歳） | 11     | 2      | サンプドリア               |
|     | FW   | ウィルフリード・ニョント     | 2003年11月5日（21歳）  | 4      | 1      | リーズ・ユナイテッド       |
|     | FW   | ヴィンチェンツォ・グリフォ   | 1993年4月7日（32歳）   | 6      | 2      | フライブルク               |
|     | FW   | チーロ・インモービレ         | 1990年2月20日（35歳）  | 55     | 15     | ラツィオ                   |
|     | FW   | ジャコモ・ラスパドーリ       | 2000年2月18日（25歳）  | 13     | 3      | ナポリ                     |
|     | FW   | ジャンルカ・スカマッカ       | 1999年1月1日（26歳）   | 7      | 0      | ウェストハム・ユナイテッド |
|     | FW   | アレッシオ・ゼルビン         | 1999年3月3日（26歳）   | 1      | 0      | ナポリ                     |

### 主要大会のメンバー
| - FIFAワールドカップ - 1934 FIFAワールドカップ参加チーム - 1938 FIFAワールドカップ参加チーム - 1950 FIFAワールドカップ参加チーム - 1954 FIFAワールドカップ参加チーム - 1962 FIFAワールドカップ参加チーム - 1966 FIFAワールドカップ参加チーム - 1970 FIFAワールドカップ参加チーム - 1974 FIFAワールドカップ参加チーム - 1978 FIFAワールドカップ参加チーム - 1982 FIFAワールドカップ参加チーム - 1986 FIFAワールドカップ参加チーム - 1990 FIFAワールドカップ参加チーム - 1994 FIFAワールドカップ参加チーム - 1998 FIFAワールドカップ参加チーム - 2002 FIFAワールドカップ参加チーム - 2006 FIFAワールドカップ参加チーム - 2010 FIFAワールドカップ参加チーム - 2014 FIFAワールドカップ参加チーム | - UEFA欧州選手権 - UEFA EURO 1968参加チーム - UEFA EURO 1980参加チーム - UEFA EURO 1988参加チーム - UEFA EURO 1996参加チーム - UEFA EURO 2000参加チーム - UEFA EURO 2004参加チーム - UEFA EURO 2008参加チーム - UEFA EURO 2012参加チーム - UEFA EURO 2016参加チーム - UEFA EURO 2020参加チーム |

## 記録

### 出場数ランキング

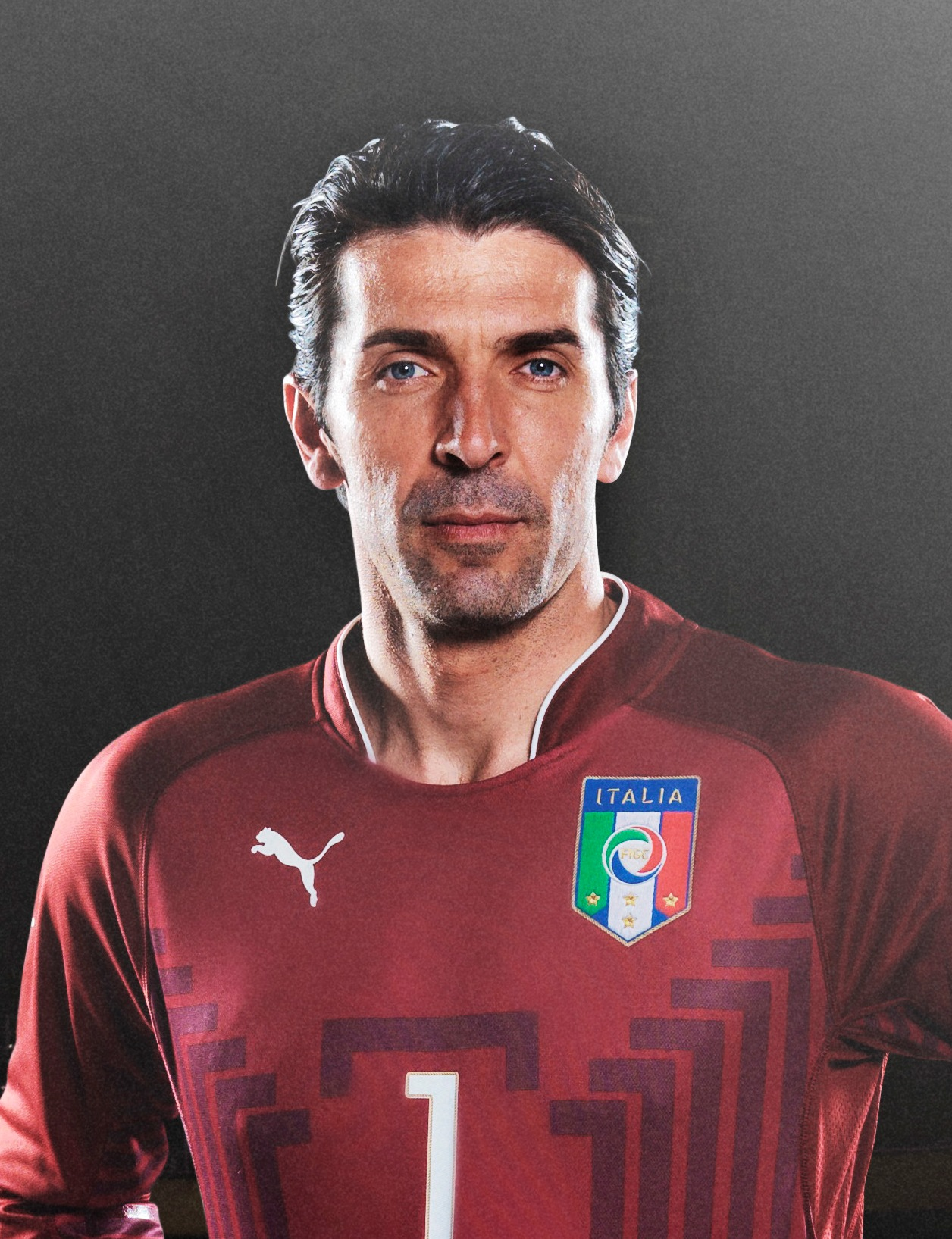
ジャンルイジ・ブッフォン

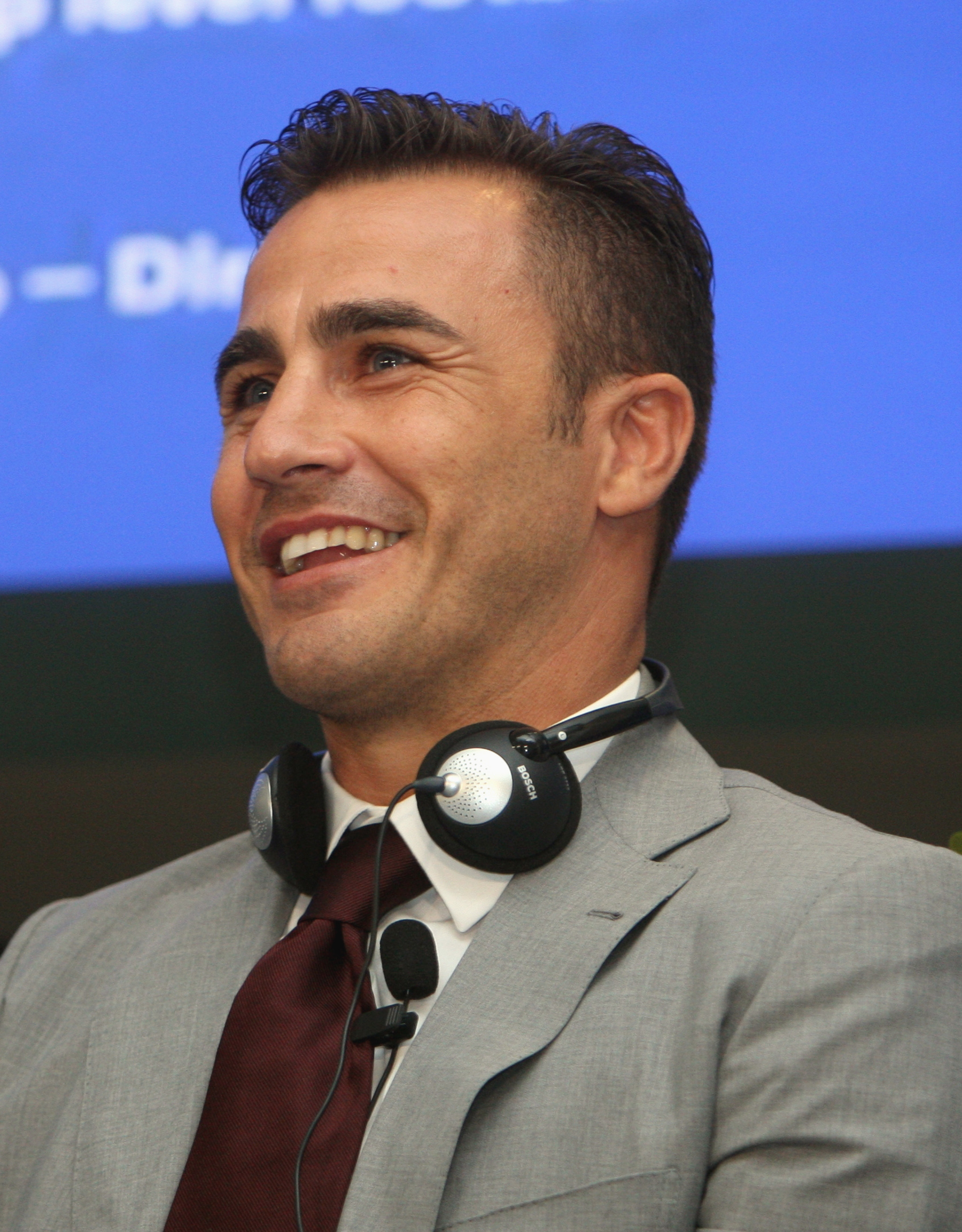
ファビオ・カンナヴァーロ

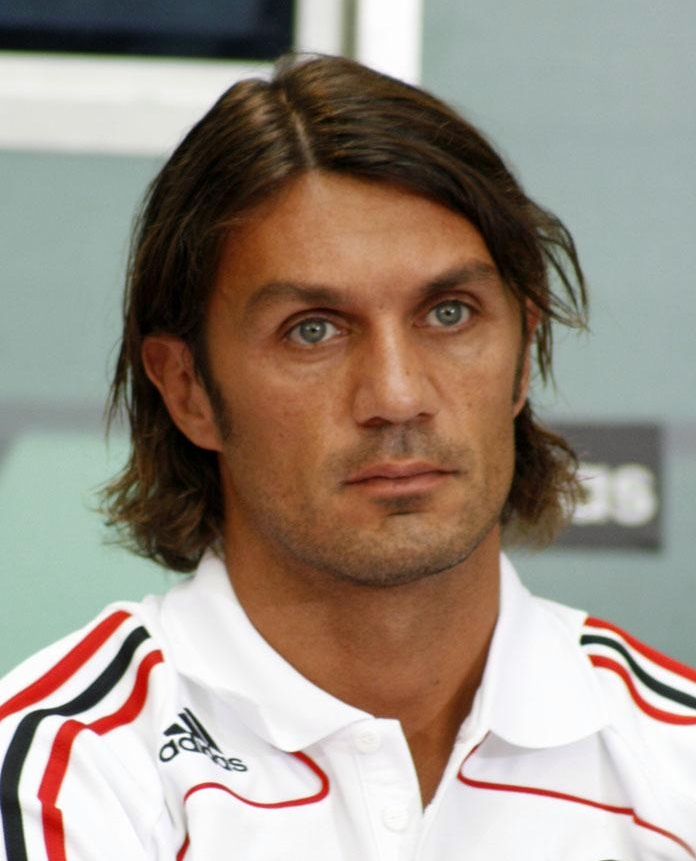
パオロ・マルディーニ

2023年6月18日時点
| 位 | 選手                       | 試合数 | 得点数 | 期間            |
| -- | -------------------------- | ------ | ------ | --------------- |
| 1  | ジャンルイジ・ブッフォン   | 176    | 0      | 1997年 - 2018年 |
| 2  | ファビオ・カンナヴァーロ   | 136    | 2      | 1997年 - 2010年 |
| 3  | パオロ・マルディーニ       | 126    | 7      | 1988年 - 2002年 |
| 4  | レオナルド・ボヌッチ       | 121    | 8      | 2010年 -        |
| 5  | ダニエレ・デ・ロッシ       | 117    | 21     | 2004年 - 2017年 |
| 5  | ジョルジョ・キエッリーニ   | 117    | 8      | 2004年 - 2022年 |
| 7  | アンドレア・ピルロ         | 116    | 13     | 2002年 - 2015年 |
| 8  | ディノ・ゾフ               | 112    | 0      | 1968年 - 1982年 |
| 9  | ジャンルカ・ザンブロッタ   | 98     | 2      | 1999年 - 2010年 |
| 10 | ジャチント・ファッケッティ | 94     | 3      | 1963年 - 1977年 |

### 得点数ランキング

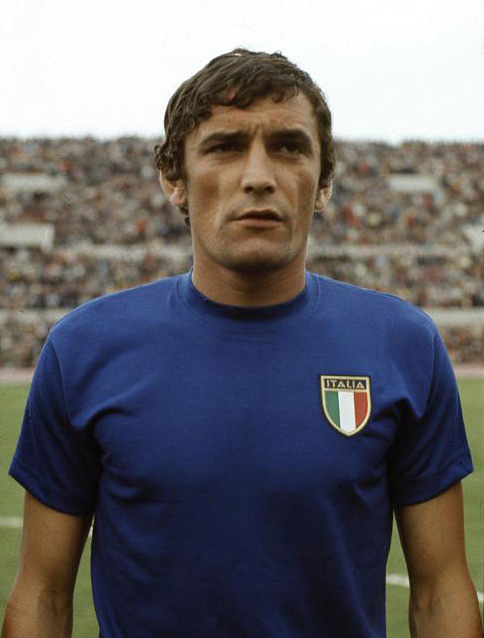
ルイジ・リーヴァ

2023年6月18日時点
| 位 | 選手                           | 得点数 | 試合数 | 期間            |
| -- | ------------------------------ | ------ | ------ | --------------- |
| 1  | ルイジ・リーヴァ               | 35     | 42     | 1965年 - 1974年 |
| 2  | ジュゼッペ・メアッツァ         | 33     | 53     | 1930年 - 1939年 |
| 3  | シルヴィオ・ピオラ             | 30     | 34     | 1935年 - 1952年 |
| 4  | ロベルト・バッジョ             | 27     | 56     | 1988年 - 2004年 |
| 4  | アレッサンドロ・デル・ピエロ   | 27     | 91     | 1995年 - 2008年 |
| 6  | アドルフォ・バロンチェーリ     | 25     | 47     | 1920年 - 1930年 |
| 6  | アレッサンドロ・アルトベッリ   | 25     | 61     | 1980年 - 1988年 |
| 6  | フィリッポ・インザーギ         | 25     | 57     | 1997年 - 2007年 |
| 9  | クリスティアン・ヴィエリ       | 23     | 49     | 1997年 - 2005年 |
| 9  | フランチェスコ・グラツィアーニ | 23     | 64     | 1975年 - 1983年 |

## 監督

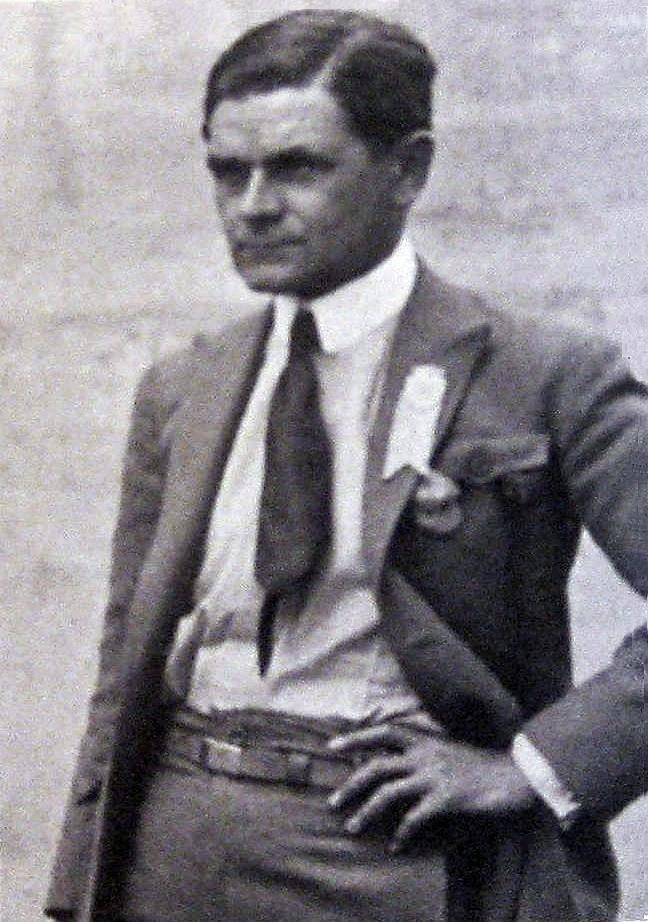
ヴィットーリオ・ポッツォは1934年・1938年のワールドカップで優勝した時の監督である。

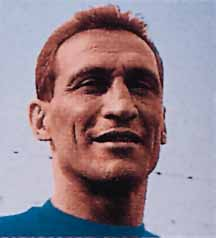
1982年に44年ぶりにワールドカップ優勝を導いたエンツォ・ベアルツォット。

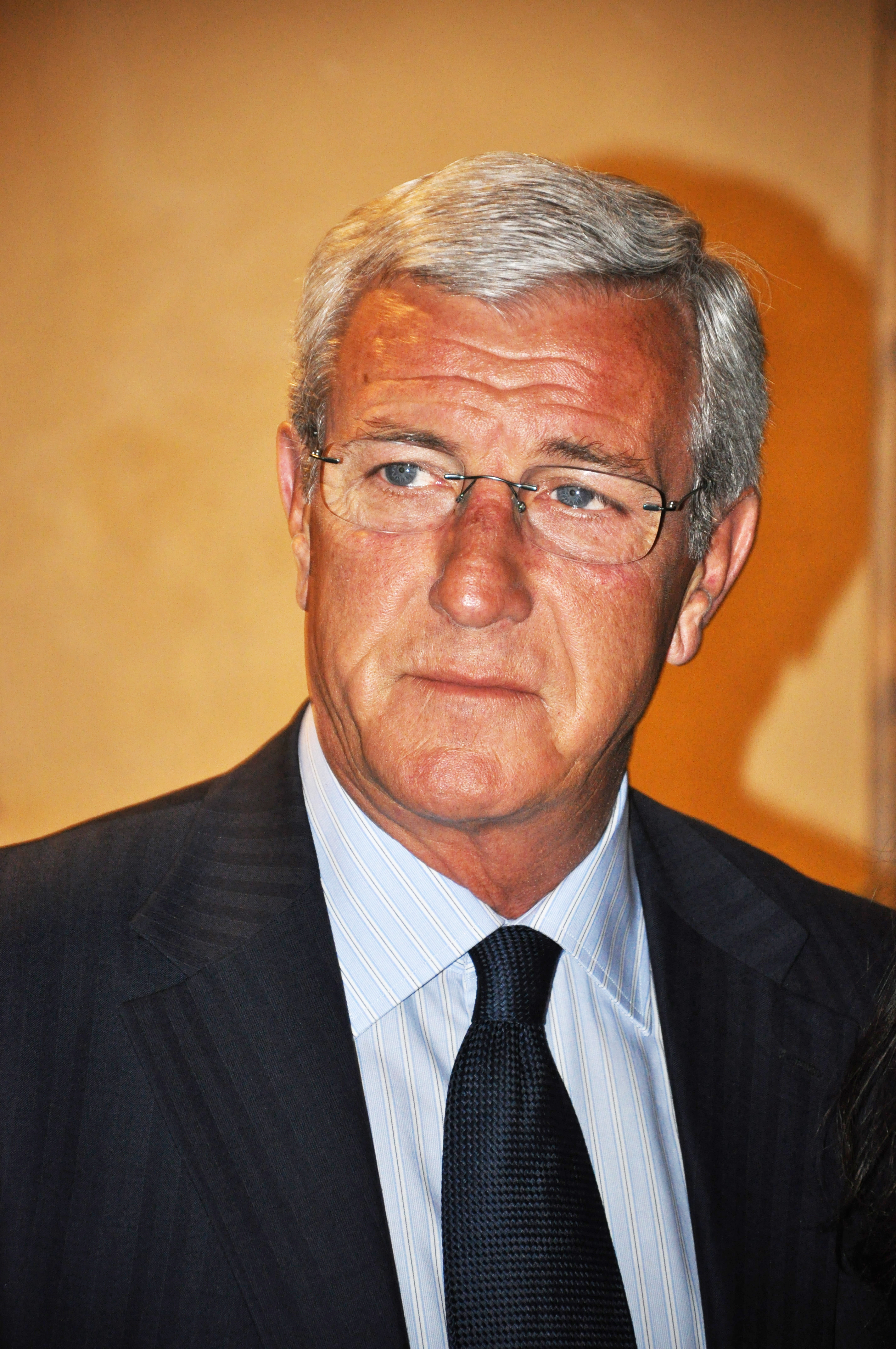
マルチェロ・リッピは4度目のワールドカップ制覇を果たした時の監督である。

| フェッルッチョ・ヴァルカレッジ、エレニオ・エレーラ | 1966年 - 1967年 |
| フェッルッチョ・ヴァルカレッジ                     | 1967年 - 1974年 |
| フルヴィオ・ベルナルディーニ                       | 1974年 - 1975年 |
| エンツォ・ベアルツォット                           | 1975年 - 1986年 |
| アゼリオ・ビチーニ                                 | 1986年 - 1991年 |
| アリゴ・サッキ                                     | 1991年 - 1996年 |
| チェーザレ・マルディーニ                           | 1997年 - 1998年 |
| ディノ・ゾフ                                       | 1998年 - 2000年 |
| ジョバンニ・トラパットーニ                         | 2000年 - 2004年 |
| マルチェロ・リッピ                                 | 2004年 - 2006年 |
| ロベルト・ドナドーニ                               | 2006年 - 2008年 |
| マルチェロ・リッピ                                 | 2008年 - 2010年 |
| チェーザレ・プランデッリ                           | 2010年 - 2014年 |
| アントニオ・コンテ                                 | 2014年 - 2016年 |
| ジャンピエロ・ヴェントゥーラ                       | 2016年 - 2017年 |
| ルイジ・ディ・ビアジョ（暫定）                     | 2018年          |
| ロベルト・マンチーニ                               | 2018年 - 2023年 |
| ルチアーノ・スパレッティ                           | 2023年 - 2025年 |
| ジェンナーロ・ガットゥーゾ                         | 2025年 -        |

## U-21代表

### オリンピックの成績
- 金メダル1回（1936年）
- 銅メダル2回（1928年・2004年）

### U-21欧州選手権の成績
イタリアはUEFA U-21欧州選手権では、スペインと並んで大会最多5度の優勝を数える。
- 優勝5回（1992年・1994年・1996年・2000年・2006年）
- 準優勝2回（1986年・2013年）